# Qytezë
Qytezë – wieś położona w południowo-wschodniej części Albanii w gminie Çlirim. Wieś znajduje się 117 kilometrów od stolicy państwa, Tirany.